# 旧学山房
旧学山房位于中国江西省抚州市金溪县浒湾镇前书铺街23号，距离恒门仅二三十米，是晚清著名的书坊。
旧学山房系清光绪十八年（1892年）进士、吏部主事谢甘盘在归隐故乡后所筑。他嗜书成癖，广泛搜罗各种旧刻版本，精心校印，刻制木板印刷自娱，刻印出《天佣子全集》、《太平寰宇记》、《谢文贞公文集》、《得心集医案》等，成为晚清时期享誉业界与学界的著名书坊。
旧学山房是书铺街上保存最完好的堂号，曾改为民居，2021年开设中国浒湾印刷博物馆。
2019年10月7日，旧学山房公布为第八批全国重点文物保护单位，编号8-0347-3-150。